# Zhouba (Hvězdná brána)
Zhouba je 10. epizoda 2. řady sci-fi seriálu Hvězdná brána.

## Děj
SG-1 zkoumá planetu BP6-3Q1. Ocitají se ve městě, které musela vystavět technicky vyspělá civilizace. Město je úplně opuštěné. Teal'c poznamená, že to nevypadá, že by na město zaútočili Goa'uldi, protože ti by město mnohem více poničili a zničili by veškerou techniku. Najednou přiletí obrovský hmyz, který vypadá jako komár a sedne si Teal'covi na záda.
Plukovník Jack O'Neill na hmyz namíří pistoli a chce jej zastřelit. Chvíli však váhá a hmyz Teal'ca bodne do zad. Najednou se k SG-1 blíží roj tohoto obrovského hmyzu. SG-1 prchají. Když proběhnou bránou a O'Neill křičí, ať rychle zavřou iris. Všichni pak slyší mnoho úderů na iris.
Dr. Fraiserová prohlíží Teal'ca na ošetřovně. Teal'covi by měl pomoci jeho symbiont, ale z nějakého důvodu mu nepomáhá a Teal'cův stav se zhoršuje. Dr. Fraiserová informuje generála Hammonda, že ve vzorku Teal'covy krve se objevily stopy cizí DNA, a že pomoc potřebuje odborníka. Samantha Carterová navrhuje dr. Timothy Harlowa, se kterým měla možnost pracovat v Pentagonu. Dr. Harlow provede analýzu vzorku krve, která neukázala žádnou Teal'covu DNA. Proto se dr. Harlow domnívá, že jed toho hmyzu přepisuje Teal'covu DNA.
V kanceláři generála Hammonda je plukovník Harry Maybourne s pověřením k transportu Teal'ca z SGC do Nellisu. Dr. Fraiserová nesouhlasí s transportem a říká, že má právo transport zakázat. Maybourne jí oponuje tím, že je tu i druhý lékař. Teal'c oblečen do speciálního ochranného obleku a v řetězech se připravuje k transportu a zbytek SG-1 to sledují, ale nemohou tomu zabránit.
Když je Teal'c přepravován v zadním prostoru speciálního vozu, Maybourne se ptá dr. Harlowa, kolik času Teal'covi zbývá a Harlow odpovídá, že to záleží na tom, jak silná je jeho larva, a že má léky... Maybourne jej přeruší s tím, že to nebude nutné. Harlow pochopí, že Maybourn si přeje Teal'covu proměnu. Teal'c má velké bolesti, přetrhne pouta a strhne si ochrannou kuklu. Pak prorazí okno k řidiči, chytí jej zezadu a škrtí ho. Řidič zastavuje.
V SGC generál Hammond oznamuje SG-1, že zachytili tísňový signál od řidiče transportu. U vozu stojícího v lese si Teal'c sundává ochranný oděv. Vyndává z břišního vaku svou goa'uldí larvu. Plukovník Maybourne, dr. Harlow, stráže i řidič jsou v bezvědomí. Teal'c nechává larvu v autě a utíká do lesa. Po chvíli doráží na místo nehody SG-1. Prohledají vůz a Daniel Jackson objeví larvu, která ještě žije.
Dr. Fraiserové se podařilo stabilizovat goa'uldí larvu, ale neví nic o její fyziologii. Podle dr. Harlowa je ještě možné Teal'ca zachránit, protože probíhá experimentální výzkum inhibitorů ribonukleové kyseliny. A to by v kombinaci s léčivými schopnostmi symbionta mohlo Teal'covi pomoci. Musejí ale zjistit, který z těch léků bude působit a proto potřebují získat jed toho hmyzu. O'Neill se vydává na planetu chytit jeden vzorek hmyzu.
Teal'c mezitím dojde do Colorado Springs a ukryje se v opuštěném domě. Objeví jej mladá dívka, Allyson Martinová, která se s ním rozdělí o čokoládovou tyčinku. Teal'c jí žádá, aby mu sehnala více jídla, když se však vrátí, najde Teal'ca v mnohem horším stavu. Ally Teal'ca podezřívá, že jej hledá policie a nabízí mu lepší úkryt v opuštěné budově.
Zpět v SGC, dr. Harlow je schopen najít lék ke zpomalení transformace a za pomoci symbionta, zvrátit proměnu, ale symbiot nevysvětlitelně pomalu umírá.
Agenti NID stojí před budovou, kde se ukrývá Teal'c, ale nemohou jej najít, díky úkrytu od Ally. V SGC, dr. Fraiserová uloží symbionta do roztoku a poskytne mu elektrický proud.
Ally si uvědomuje, že Teal'c je v mnohem pokročilejší fázi transformačního procesu, když je téměř celý zamotaný ve formě kokonu. Ally se ptá Teal'ca chce-li pomoci a on souhlasí. Ally nakonec zavolá Jacka O'Neilla. Teal'c je díky Ally nalezen a uzdravuje se, díky dr. Harlowovi a dr. Fraiserové. Dr. Harlow chce vše napravit tím, že zničí vzorky mimozemského hmyzu, takže NID s ním nemůže experimentovat. Teal'c se vrací do opuštěné budovy poté, co se plně zotavil a odmění Ally tím, že jí dá novou stříkací pistoli.